# Delta del Niger

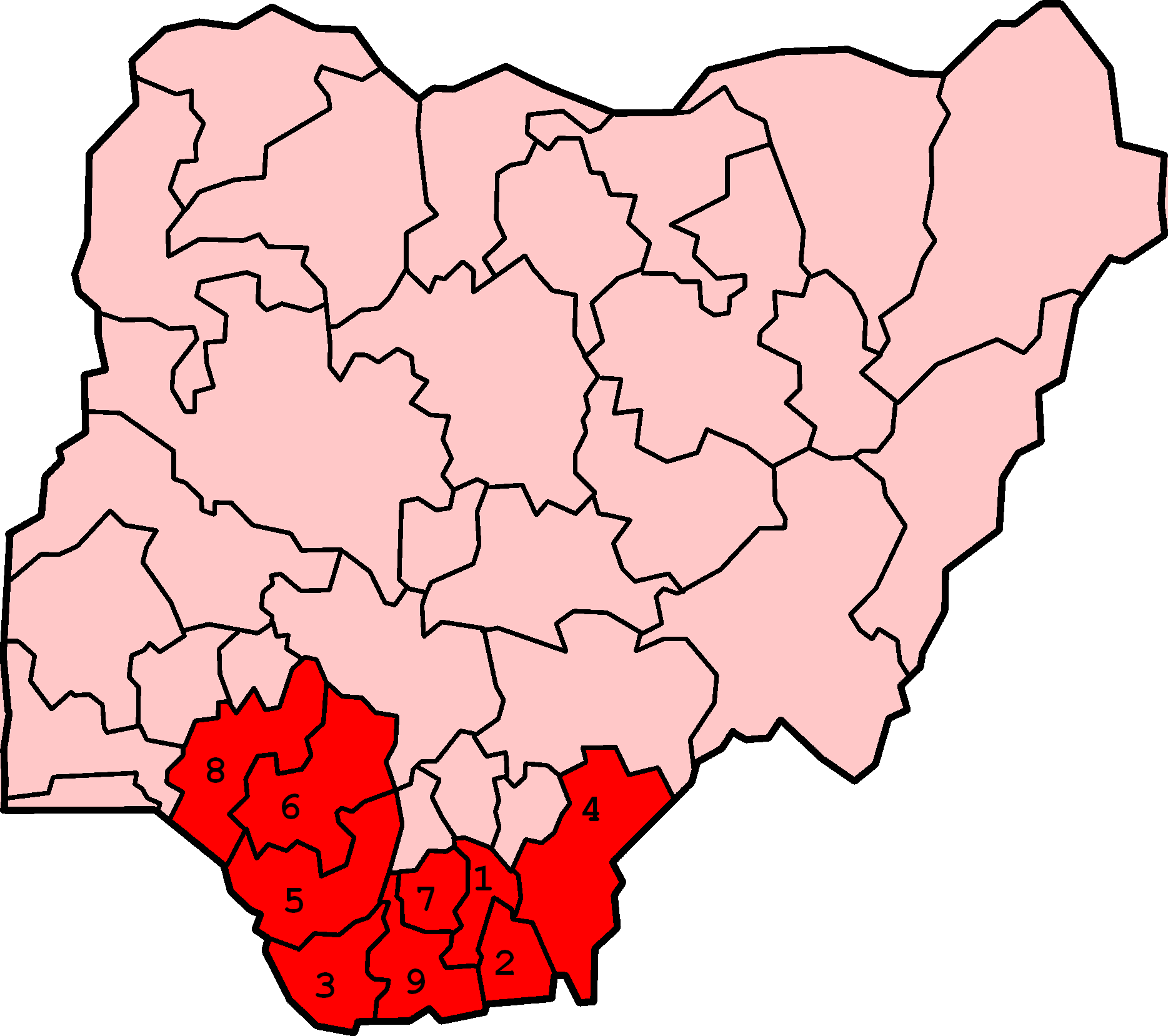
Mappa della Nigeria che mostra gli stati tipicamente considerati facenti parte del delta del Niger: 1. Abia, 2. Akwa Ibom, 3. Bayelsa, 4. Cross River, 5. Delta, 6. Edo, 7.Imo, 8. Ondo, 9. Rivers.

Il delta del Niger, la zona del delta del fiume Niger in Nigeria, è una regione geografica altamente popolata spesso denominata Oil Rivers perché nella zona vi era una volta una ricca produzione di olio di palma. Quest'area faceva parte dell'Oil Rivers Protectorate britannico dal 1885 fino al 1893, quando fu estesa e divenne il Niger Coast Protectorate.

## Descrizione
Il delta del Niger si estende per circa 70.000 chilometri quadrati coprendo il 7,5% del territorio nigeriano. L'area include gli stati di Abia, Akwa Ibom, Bayelsa, Cross River, Delta, Edo, Imo, Ondo e Rivers. Nella zona vivono circa 20 milioni di persone di 40 gruppi etnici diversi e che parlano 250 dialetti; gli Ijaw sono il gruppo etnico di maggioranza. Le attività di sostentamento principali sono la pesca e l'agricoltura.
Quando la Nigeria è diventata una delle maggiori produttrici di petrolio del mondo, l'area ha visto sorgere molti siti per l'estrazione petrolifera. Sono estratti circa 2 milioni di barili al giorno in tutto il delta del Niger. Dal 1975, la regione copre il 75% dell'esportazione totale del grezzo della Nigeria. La maggior parte del gas naturale prodotto nelle basi per l'estrazione petrolifera viene bruciato immediatamente o introdotto nell'atmosfera per una quantità stimata in circa 70 mila metri cubi al giorno. Questa quantità equivale al 40% del consumo totale africano di gas naturale e costituisce la più grande emissione di gas serra del pianeta.
La devastazione ambientale associata, causata dalle attività delle varie compagnie petrolifere operanti nell'area (ENI, Shell, Total, Chevron, ExxonMobil) (come evidenziato da uno studio di impatto ambientale realizzato dal Programma delle Nazioni Unite per l'Ambiente - UNEP e denunciato da alcune ONG quali Amnesty International, Environmental Rights Action e inchieste giornalistiche) e la mancanza di una equa distribuzione delle ricchezze prodotte alla popolazione, sono state le cause determinanti il conflitto del delta del Niger, una serie di scontri etnici e politici che si protraggono nella regione sin dagli anni 1990. In questo contesto, opera anche il Movimento per l'Emancipazione del Delta del Niger (MEND, Movement for the Emancipation of the Niger Delta).
La disastrosa situazione ambientale e sociale in cui versa il delta del Niger viene ribadita dalla sentenza della Corte di Giustizia della Comunità economica degli stati dell'Africa occidentale (Ecowas, dicembre 2012), che evidenzia come le compagnie petrolifere che operano nel paese (Nigerian National Petroleum Company, Shell Petroleum Development Company, ELF Petroleum Nigeria ltd, AGIP Nigeria PLC, Chevron Oil Nigeria PLC, Total Nigeria PLC and Exxon Mobil) siano responsabili, con la copertura del governo nazionale, per i gravi e ripetuti abusi perpetrati e sottolinea l'esigenza per il governo stesso di riportare tali società alle proprie responsabilità
Ci abita il Fundulopanchax sjostedti insieme ad altre specie endemiche.

## Le destabilizzazioni nell'area del delta

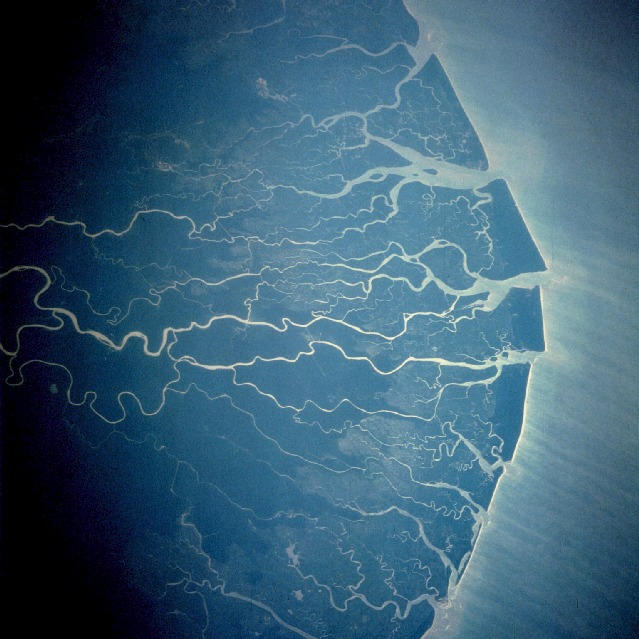
Il Delta del Niger visto dallo spazio

Le attività delle raffinerie di petrolio e gli oleodotti hanno provocato una forte destabilizzazione dell'intera regione a causa del devastante impatto ambientale e sociale sulle popolazioni residenti che sono costrette a subire anche gravi problemi sanitari dovuti all'inquinamento.
Nel 1994, per contrastare le proteste dei cittadini, l'esercito procedette con un blitz che portò alla distruzione di 40 villaggi, si stimano 100 000 sfollati e 2 000 vittime.
Nel 1995, al termine di un processo criticato dall'opinione pubblica internazionale, venne frettolosamente impiccato Ken Saro-Wiwa con altri otto attivisti del Movimento non violento del popolo Ogoni.
Recentemente (senza fonte), molti ostaggi di compagnie petrolifere straniere, tra cui la Shell, la Chevron, l'Agip, sono stati catturati nel corso di violenti attacchi e tenuti come prigionieri, usati poi come arma di ricatto verso le multinazionali. Questa situazione ha provocato inoltre una ingente mobilitazione dell'esercito governativo che ha militarizzato l'intera zona, soprattutto le zone costiere.
Nel dicembre del 2006, nel corso di un attacco ad un impianto dell'Agip a Brass, nello stato di Bayelsa, vennero rapiti tre dipendenti italiani ed un libanese. Il 17 gennaio 2007 uno dei rapiti, Roberto Dieghi, venne liberato perché in cattive condizioni di salute.
Negli anni si sono verificati numerosi incidenti provocati da esplosioni a causa delle falle negli oleodotti dove la gente accorre per recuperare il liquido disperso, nel 1998 a Jessi il più grave con 1 200 persone bruciate.